# Carnival, Arriva il Luna Park!
Carnival, Arriva il Luna Park (Carnival Games) è un videogioco party per le console Nintendo Wii e Nintendo DS.
Per il Wii e DS, le due versioni del gioco hanno venduto oltre 6 milioni di copie fino ad oggi.
Un nuovo Carnival per il Wii è stato annunciato e lanciato nell'autunno del 2008, intitolato Carnival Games: MiniGolf. Un sequel con nuovi giochi di Carnevale, è uscito il 21 settembre 2010 per Wii e Nintendo DS.